# Everybody's Sweetheart
Pour plus de détails, voir Fiche technique et Distribution.
Everybody's Sweetheart est un film muet américain réalisé par Laurence Trimble et Alan Crosland, et écrit par John Lynch. Les deux acteurs principaux en sont William Collier, Jr. et Olive Thomas dont c'est le dernier rôle à l'écran.

## Synopsis
John et Mary, tous deux orphelins, vivent dans un hospice depuis leur enfance. Lorsque la directrice de l'établissement est renvoyée et remplacée par un tyran, ils décident de s'enfuir, avec l'aide du Caporal Joe, un vétéran de la Guerre Civile. Ils trouvent refuge chez le riche Général Phillip Bingham, ancien supérieur du caporal. Le Général fait de Mary sa protégée et de John son jardinier. 
Des tensions apparaissent entre les nouveaux venus et Willing et sa femme Jessica, un couple qui vit avec le Général et espère hériter de sa fortune. Un jour, le Général remarque une grande ressemblance entre John et le portrait de son fils décédé et découvre qu'il s'agit de son petit-fils. 

## Fiche technique
- Titre original : Everybody's Sweetheart
- Réalisation : Alan Crosland, Laurence Trimble
- Scénario : John Lynch
- Production : Selznick Pictures Corporation
- Distributeur : Select Pictures Corporation
- Photographie : Robert Newhardt
- Montage : Duncan Mansfield
- Durée : 50 minutes
- Date de sortie : 4 octobre

## Distribution
- Olive Thomas : Mary
- William Collier Jr. : John

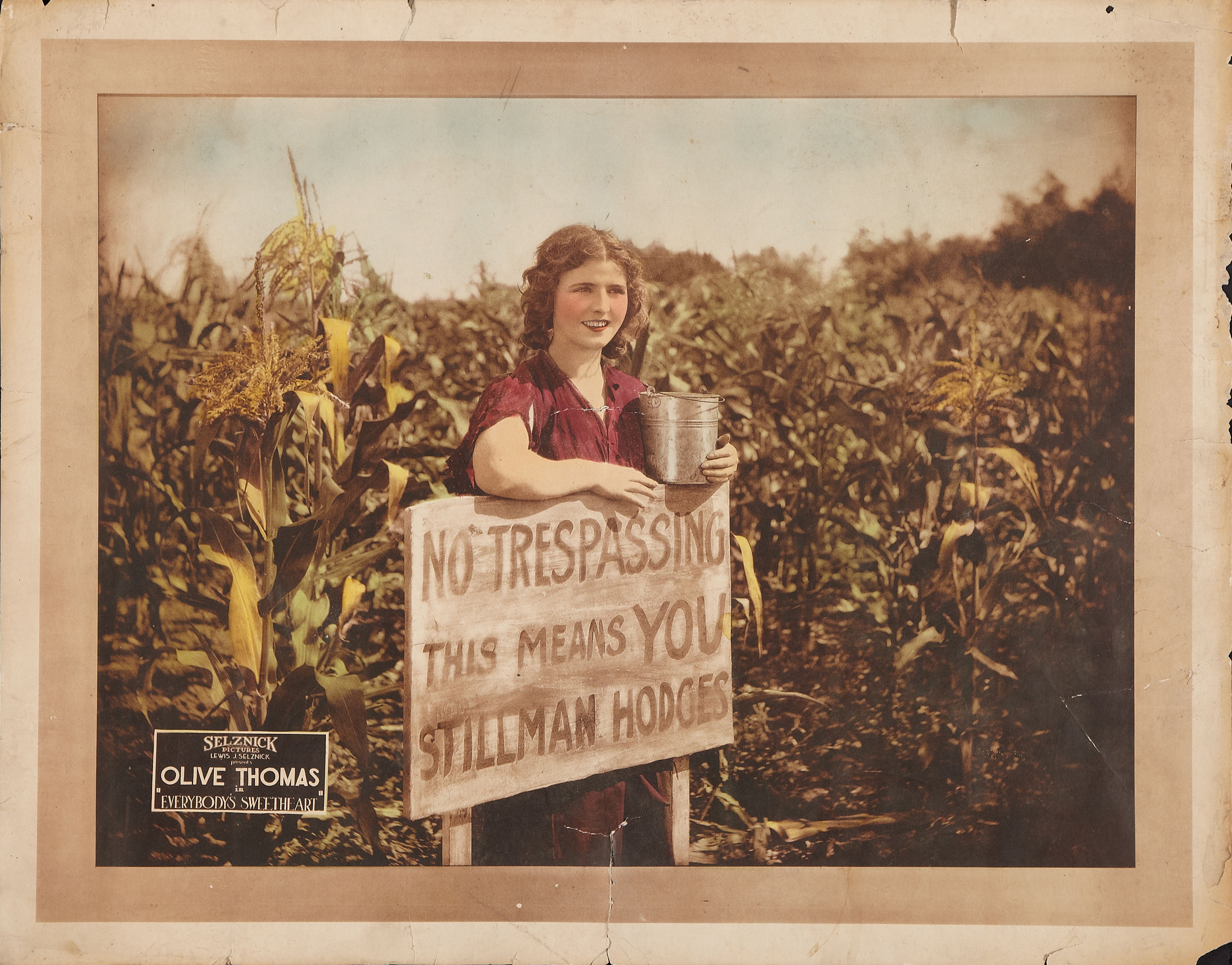
Affiche de sortie en salle

- Joseph Dowling : Général Phillip Bingham
- Aileen Manning : Madame Willing
- Martha Mattox : Madame Blodgett
- Hal Wilson : Caporal Joe
- Bob Hick : Monsieur Willing
- Philip Sleeman (rôle mineur) (non-crédité)

## Autour du film
Everybody's Sweetheart  est sorti sur les écrans le 4 octobre 1920, alors que Olive Thomas était décédée un mois auparavant à Neuilly-sur-Seine, en France, après avoir ingéré accidentellement du bichlorure de mercure.
Une copie de Everybody's Sweetheart est conservée à la George Eastman House Motion Picture Collection.